# Какутани, Митико
Митико Какутани (Michiko Kakutani, 角谷 美智子, род. 9 января 1955) — американский литературный критик, сотрудник газеты «Нью-Йорк Таймс», удостоена Пулитцеровской премии за критику и рассматривается многими как ведущий литературный критик в США .

## Биография
Родилась 9 января 1955 года, американка японского происхождения, единственный ребёнок известного математика Йельского университета Сидзуо Какутани. В 1976 году она получила степень бакалавра Йельского университета, занимаясь под руководством известного автора и профессора Джона Херси. Окончив университет, она сначала работала репортёром газеты «Вашингтон Пост», затем с 1977 по 1979 в журнале «Тайм», где работал Херси. В 1979 она перешла на работу в «Нью-Йорк Таймс» в качестве репортёра.
С 1983 года она стала очень влиятельным критиком в «Нью-Йорк Таймс». Более всего известны её обзоры книг. Её резкая критика некоторых видных писателей привлекла как и внимание, так и в ряде случаев осуждение. Она также известна обзорами персонажей фильмов или книг, включая Брайана Гриффина, Остина Пауэрса, Холдена Колфилда, Элли Вудс из «Блондинки в законе» и персонажа Холи Голайтли романа «Завтрак у Тиффани» автора Трумана Капота.

## Критика Какутани
Салман Рушди отозвался о ней как о «странной женщине, кажется, что она чувствует необходимость как похвалить, так и отшлёпать». В июне 2005 писатель Норманн Мейер дал журналу Rolling Stone интервью, в котором критиковал Какутани как «женщину-камикадзе», которая «презирает белых мужчин-авторов и преднамеренно выносит ваши обзоры за две недели до публикации. Она халтурит, чтобы навредить распродажам и смутить автора». Мейлер также сказал, что Какутани «приводит в ужас» редакторов New York Times и они «не могут уволить её», потому что она «примета времени», «азиатка-феминистка». Джонатан Франзен называл её «глупейшим человеком в Нью-Йорке» и «международным ужасом». Кроме того, в последние годы особенно суровые обзоры книг известных авторов (для примера «Иствикские вдовы» Джона Апдайка)), выпускаемых Какутани, соседствуют с обычно мягкими или открыто позитивными обзорами тех же книг другими обозревателями Таймс.
19 июля 2007 The New York Times опубликовала рассказ Какутани перед выпуском «Гарри Поттера и даров смерти». Отчёт о последующих спорах, включая критические комментарии некоторых поклонников Гарри Поттера можно найти в общественном блоге редакторов «Таймс».
Какутани критиковали за частое использование ею в обзорах слова limn. Её также пародируют в эссе одного из её бывших школьных товарищей Колина МакЭнро «Я — Митико Какутани».

## Упоминания в культуре
- О ней упоминается в одном из эпизодов шоу «Секс в большом городе» под названием Critical Condition (Ситуация критическая), где Кэрри Бредшоу выпускает книгу, которую рецензирует Какутани. В эпизоде различные персонажи считают, что её имя «слишком трудно для произношения», персонаж Миранда Хоббс незабываемо увольняет её в то время как Кэрри опасается по поводу её обзора[18].
- О ней упоминается в эпизоде сериала ОС, за обзор романа по мотивам размолвки персонажа сериала девушки Тейлор Таунсенд с её любовником-французом «Так Митико Какутани называет это „сексуальной эпической поэмой“, я думаю, что это преувеличение».
- В романе 1981г Джона Апдайка «Bech is Back» личность Какутани изображена в вымышленном персонаже авторе Генри Бече.
- В скетче «Saturday Night Live» шоу «The Dakota Fanning Show» Фаннинг ссылается на обзор Какутани романа Томаса Пинчона в качестве шутки, что Фаннинг ведёт себя не по своим годам.
- В романе Роберта Гэлбрейта (псевдоним Дж. Роулинг) «Шелкопряд».

## Награды
- 1998: Пулитцеровская премия за критику[3].